# Пісочник-пастух
Пісочник-пастух (Charadrius pecuarius) — вид сивкоподібних птахів родини сивкових (Charadriidae).

## Поширення
Вид поширений в Африці, за винятком Сахари та екваторіальних густих лісів. Мешкає у Субсахарській Африці, вздовж долини Нілу та на Мадагаскарі. Населяє водно-болотні луки, пасовища, сільськогосподарські угіддя, прибережні озера, лимани, лагуни, солоні та прісноводні болота, морські береги, річки та струмки.

## Опис
Довжина тіла 150—160 мм. Коричневий верх тіла, зі світлими краями пір'я. Нижня частина спини, круп і центральні криючі хвоста чорно-бурі, а круп по краях і бічні криючі хвоста білі. Покриви крил також коричневі зі світлими краями, у деяких птахів смуги на крилі відсутні. Нижня частина тіла біла.